# Jungfraujoch
Jungfraujoch is het laagste punt op de bergkam tussen de Mönch (4107 m) en de Jungfrau (4158 m) en tevens de grens van de Zwitserse kantons Bern en Wallis.
De Jungfraubahn was een idee van Adolf Guyer-Zeller. Op 27 juli 1896 begint de bouw van de Jungfraubahn. 16 jaar later is dit grote project eindelijk klaar. Op 1 april 1912 wordt de Jungfraujoch geopend. Deze bahn voert bezoekers vanaf de Kleine Scheidegg over een negen kilometer lange tandradspoorweg, waarvan zeven kilometer door een tunnel in de Eiger. Tijdens de reis worden er 1400 hoogtemeters overwonnen.
Het bergstation Jungfraujoch is het hoogste station van Europa. Onderweg passeert de trein ook nog een ijsgrot in de Jungfrau.
Vanaf de Jungfraujoch heeft men in zuidelijke richting zicht op de Konkordiaplatz, het hoogste deel van de 23,5 kilometer lange Aletschgletsjer. Zeshonderd meter ten oosten van de pashoogte ligt de "Sphinx", een markante spits met daarop een uitzichtplateau en een wetenschappelijk observatorium. De berghut Mönchsjochhütte (3650 m) is van maart tot oktober over een goed geprepareerd pad in 45 minuten te bereiken.

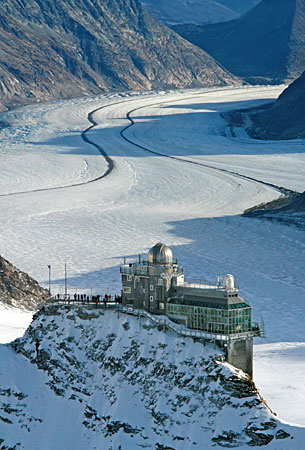
Sphinx-Observatorium op de Jungfraujoch
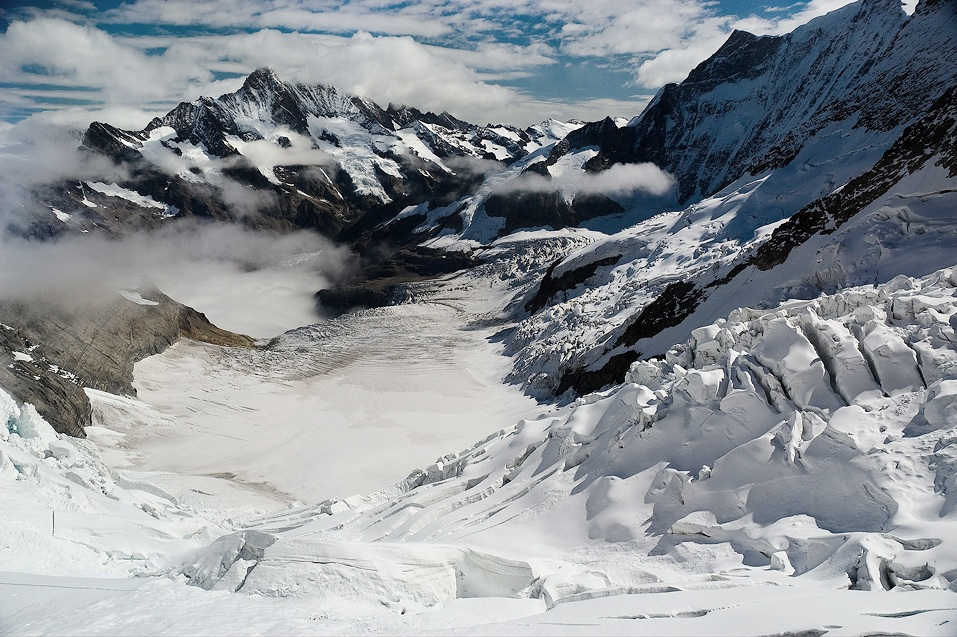
Eismeer
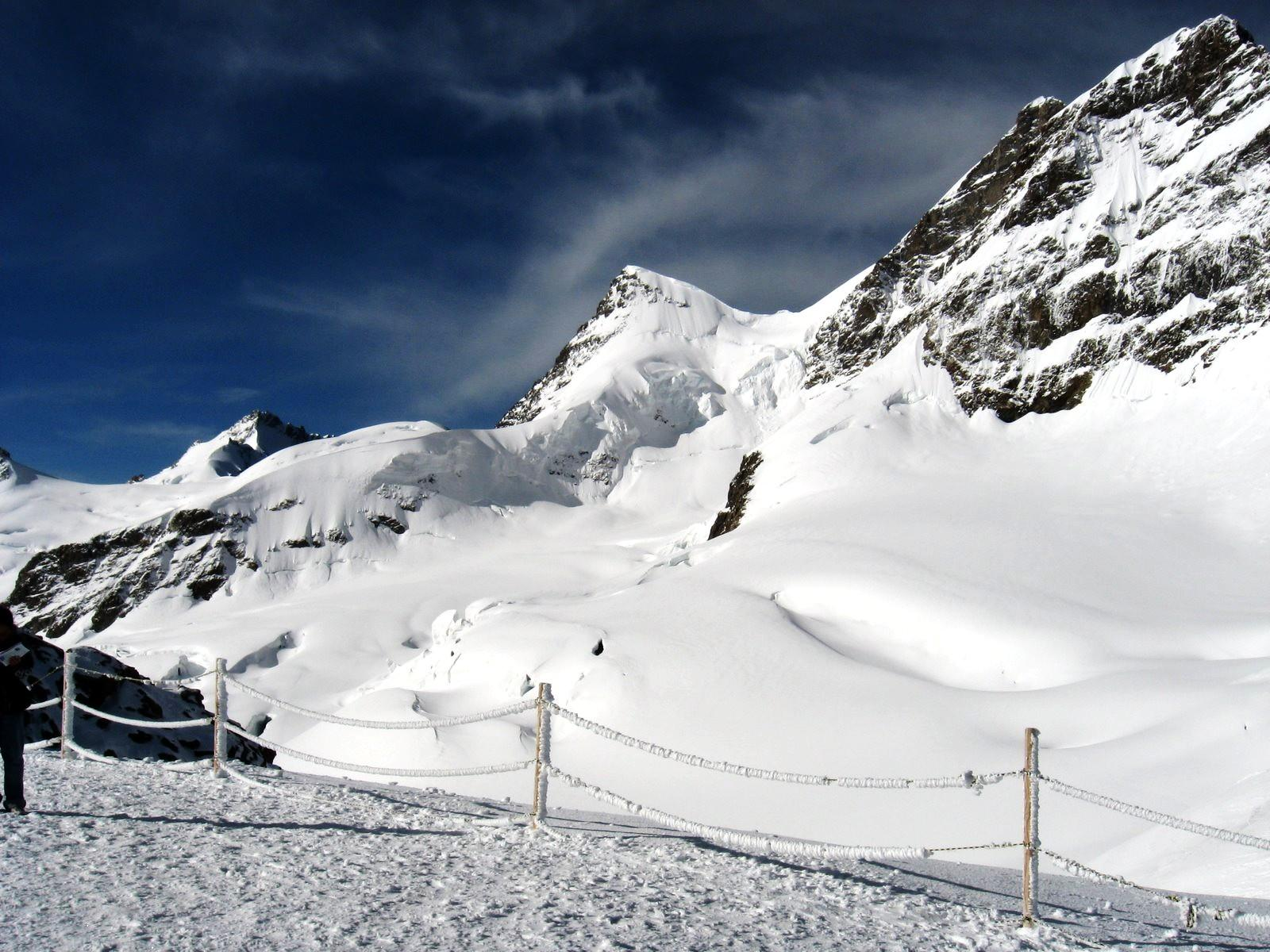
Jungfrau gezien vanaf Jungfraujoch